# Due figli di...
(Lawrence quando cerca di convincere Freddy ad andarsene dal paese facendo leva sui suoi metodi di truffatore senza alcuno stile)
Due figli di... (Dirty Rotten Scoundrels) è un film del 1988 diretto da Frank Oz. È una commedia con protagonisti Michael Caine e Steve Martin ed è un remake del film I due seduttori, con Marlon Brando e David Niven.

## Trama
Freddy Benson, piccolo truffatore che vive imbrogliando donne credulone, arriva a Beaumont-sur-Mer in Costa Azzurra. Lawrence Jamison, un altro truffatore che prende di mira solo donne ricche e che opera anche lui nella stessa cittadina, non vede di buon occhio l'arrivo del concorrente.
Per sbarazzarsi di Freddy, Lawrence decide di insegnargli i "rudimenti del mestiere" lanciandogli una scommessa: il primo che riuscirà a estorcere cinquantamila dollari a Janet, una donna appena arrivata, potrà restare mentre il perdente dovrà lasciare la città.
Però si scopre che la donna è una famosa truffatrice nota come "lo sciacallo" e riesce a truffare i due truffatori. Inoltre alla fine del film lei torna in città con un gruppo di ricchi turisti e chiede ai due truffatori di aiutarla.

## Remake
Nel 2019 è uscito un remake "al femminile", intitolato Attenti a quelle due con Anne Hathaway e Rebel Wilson.

## Riconoscimenti
Il film ha ricevuto una nomination al Golden Globe per Michael Caine al ruolo di miglior attore in un film commedia o musicale.